# Plagiostachys oblanceolata
Plagiostachys oblanceolata là một loài thực vật có hoa trong họ Gừng. Loài này được Gobilik & A.L.Lamb mô tả khoa học đầu tiên năm 2005.